# Perafita (kommun i Spanien, Katalonien, Província de Barcelona, lat 42,05, long 2,10)
Perafita är en kommun i Spanien.   Den ligger i provinsen Província de Barcelona och regionen Katalonien, i den östra delen av landet, 500 km öster om huvudstaden Madrid. Antalet invånare är 407. Arean är 19,6 kvadratkilometer. Perafita gränsar till Lluçà, Sant Agustí de Lluçanès, Sant Boi de Lluçanès, Olost och Sant Martí d'Albars. 
Terrängen i Perafita är huvudsakligen platt, men norrut är den kuperad.